# Brusîliv
Brusîliv (în ucraineană Брусилів) este așezarea de tip urban de reședință a raionului Brusîliv din regiunea Jîtomîr, Ucraina. În afara localității principale, nu cuprinde și alte sate.

## Demografie
Componența lingvistică a așezării de tip urban Brusîliv
     Ucraineană (96,68%)
     Rusă (3,1%)
     Alte limbi (0,17%)
Conform recensământului din 2001, majoritatea populației așezării de tip urban Brusîliv era vorbitoare de ucraineană (96,68%), existând în minoritate și vorbitori de rusă (3,1%).

## Personalități născute aici
- Stanislav Boklan (n. 1960), actor.